# Jaime Rosón
Jaime Rosón García (Madrid, 13 januari 1993) is een Spaans wielrenner die anno 2019 reed voor Movistar Team totdat hij ontslagen werd vanwege onregelmatigheden in zijn bloedpaspoort.

## Carrière
In 2014 werd Rosón tweede in de eerste etappe van de Ronde van de Isard, met aankomst bergop; enkel Aleksandr Foliforov finishte voor hem. Eerder dat jaar was Rosón al tweede geworden in zowel het jongerenklassement van de Vuelta Independencia Nacional, als die van de Ronde van Alentejo. De eerste maal moest hij zijn meerdere erkennen in Machat Ajasbajev, de tweede maal was enkel Tanner Putt beter.
In 2015 won Rosón het Spaans wegkampioenschap voor beloften door twee seconden eerder over de finish te komen dan Xavier Pastallé. Mede door die prestatie mocht hij aan het eind van dat jaar stage lopen bij Caja Rural-Seguros RGA. Tijdens die stageperiode nam hij onder meer deel aan de USA Pro Challenge, waar hij derde in het jongerenklassement werd.
In 2016 werd Rosón prof bij de ploeg waar hij stage had gelopen. Zijn debuut maakte hij in de eerste rit van de Challenge Mallorca, waar hij honderdste werd. In april van dat jaar nam hij deel aan de Ronde van Turkije. Hier wist hij in de derde etappe, met aankomst bergop, twee seconden eerder dan Przemysław Niemiec over de streep te komen en zo zijn eerste profoverwinning te behalen. In het eindklassement werd hij negende, achter drie ploeggenoten, vier Lotto Soudal-renners en een coureur van Astana City. In augustus stond de Madrileen aan de start van zijn eerste Grote Ronde: de Ronde van Spanje. In de door Lilian Calmejane gewonnen vierde etappe was Rosón in de aanval, waarna hij als negende over de finish kwam.
In 2017 werd Rosón onder meer derde in het eindklassement van de Internationale Wielerweek, waarna hij in april aan de start stond van de Ronde van Kroatië. Daar klom hij in de tweede etappe naar de tweede plek, achter Kristijan Đurasek, waarna hij in het algemeen klassement diezelfde plek bezette. Een dag later nam hij de leiderstrui over van de Kroaat, om hem een dag later te verliezen aan Vincenzo Nibali. In de vierde etappe, met aankomst op de berg Vojak, won Rosón voor Nibali en Jan Hirt. Door de bonificatieseconden nam de Spanjaard, met nog één etappe te gaan, de leiderstrui weer over van de Italiaan. In mei werd hij, achter Jonathan Hivert, tweede in de tweede etappe van de Ronde van Castilië en León, met aankomst op La Camperona. Hierdoor steeg hij naar de tweede plaats in het algemeen klassement. In de laatste etappe hield hij zijn plek vast, waardoor hij met een achterstand van 38 seconden op Hivert tweede werd in het eindklassement.
In juni 2018 werd Roson voorlopig geschorst en op non-actief gezet door zijn team Movistar vanwege schommelingen in zijn bloedpaspoort, daterend uit 2017 toen Roson nog uitkwam voor Caja Rural.
Begin 2019 werd bekend dat Roson door de UCI voor vier jaar werd geschorst vanwege schommelingen in zijn bloedpaspoort.
Hij werd ook direct ontslagen door Movistar.

## Overwinningen
2015
 Spaans kampioen op de weg, Beloften
2016
6e etappe Ronde van Turkije

## Resultaten in voornaamste wedstrijden
| Jaar | Ronde van Italië | Ronde van Frankrijk | Ronde van Spanje |
| ---- | ---------------- | ------------------- | ---------------- |
| 2016 |                  |                     | 73e              |
| 2017 |                  |                     | 26e              |

| Jaar | Clásica San Sebastián |
| ---- | --------------------- |
| 2016 | 96e                   |
| 2017 | 86e                   |

## Ploegen
- 2014 –  Team Ecuador (tot 31 juli)
- 2015 –  Caja Rural-Seguros RGA (stagiair vanaf 1 augustus)
- 2016 –  Caja Rural-Seguros RGA
- 2017 –  Caja Rural-Seguros RGA
- 2018 –  Movistar Team
- 2019 –  Movistar Team

Aramendia · Arroyo · Barbero · Benito · Bilbao · Carthy · Ferrari · Fraile · Gonçalves · Grijalba · Lasca · Madrazo · Mas · Molina · Pardilla · Parra · Prades · Sáez · Txurruka · Vilela · Jiménez (stagiair) · Murphy (stagiair) · Rosón (stagiair)
Aramendia · Arroyo · Barbero · Benito · Bilbao · Carthy · Ferrari · Gallego · D. Gonçalves · J. Gonçalves · Lastra · Madrazo · Mas · Molina · Pardilla · Prades · Rosón · Rubio · Sáez · Vilela · Azkarate (stagiair) · Irisarri (stagiair) · Zabala (stagiair)
Aranburu · Arroyo · Benito · Butler · Celano · Ferrari · Irisarri · Lastra · Mas · Molina · Oien · Page · Pardilla · Prades · Reis · Rosón · Rubio · Sáez · Schultz · Trofimov · Zabala · Pelegrí (stagiair) · Serrano (stagiair) · Sola (stagiair)
Amador · Anacona · Arcas · Barbero · Bennati · Betancur · Bico · Carapaz · Carretero · Castrillo · de la Parte · Erviti · Fernández · Landa · Oliveira · Pedrero · D. Quintana · N. Quintana · Rojas · Rosón · Sepúlveda · Soler · Sütterlin · Valls · Valverde 
Amador · Anacona · Arcas · Barbero · Bennati · Betancur · Carapaz · Carretero · Castrillo · Erviti · Fernández · Landa · Mas · Oliveira · Pedrero · Prades · Quintana · Roelandts · Rojas · Rosón · Sepúlveda · Soler · Sütterlin · Valls · 
Valverde  · Verona